# Conus ermineus
Conus ermineus är en snäckart som beskrevs av Born 1778. Conus ermineus ingår i släktet Conus och familjen kägelsnäckor. Inga underarter finns listade i Catalogue of Life.

## Bildgalleri

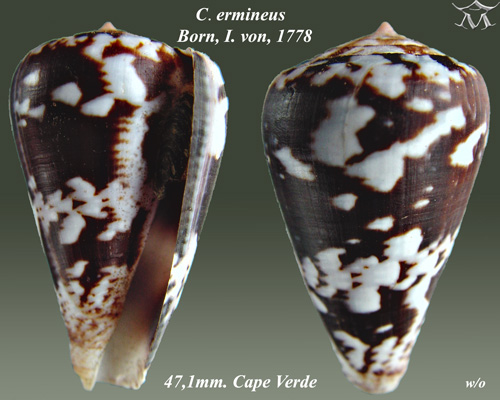
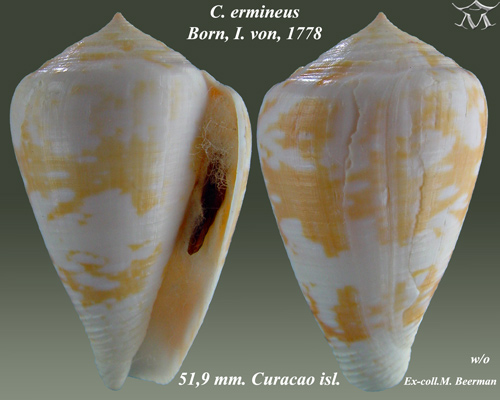
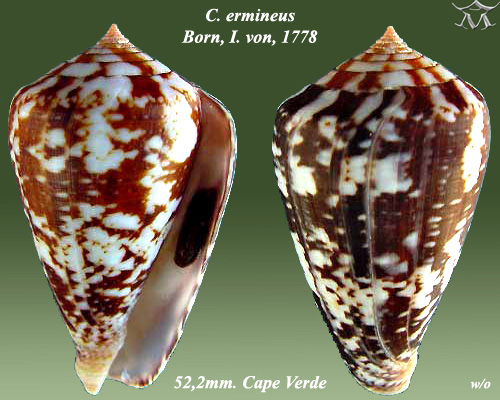
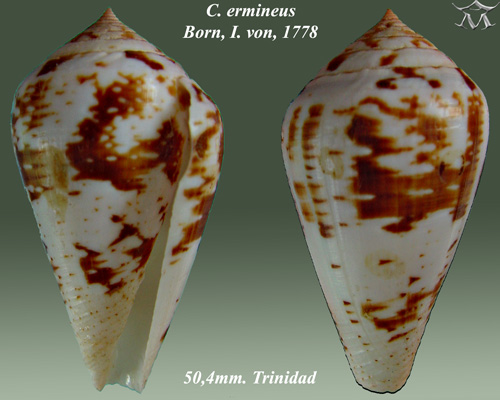